# Gábor Körner
Gábor Körner (ur. 16 października 1969 w Budapeszcie) – węgierski polonista, tłumacz, laureat nagrody im. Attili Józsefa za przekłady z języków polskiego i ukraińskiego.

## Życiorys
Ukończył filologię polską (1995) oraz ukraińską (1999) na Uniwersytecie Loránda Eötvösa w Budapeszcie. Od tego czasu zajmuje się głównie tłumaczeniem literatury beletrystycznej z tych dwóch języków. Tłumaczył na język węgierski dzieła Sławomira Mrożka, Witolda Gombrowicza, Gustawa Herlinga-Gruzińskiego, Brunona Schulza, Jerzego Stempowskiego, Tadeusza Borowskiego, Czesława Miłosza, Andrzeja Stasiuka, Stanisława Ignacego Witkiewicza, Władysława Szpilmana, Stanisława Lema, Tadeusza Różewicza, Magdaleny Tulli, Wojciecha Kuczoka, Zbigniewa Herberta i Olgi Tokarczuk. Laureat Nagrody im. Attili Zoltána (2000) i Nagrody im. Attili Józsefa (2011). W 2005 otrzymał odznakę honorową „Zasłużony dla Kultury Polskiej”.

## Wybór tłumaczeń
- Sławomir Mrożek. Novellák. Ketchup. Pesti Szalon, 1995.
- Witold Gombrowicz. Elbeszélések. Cselédlépcsőn. Magvető, 1997.
- Gustaw Herling-Grudziński. Elbeszélések, esszé. A második eljövetel. Orpheusz, 1998.
- Bruno Schulz. Tavasz (elbeszélés). Fahajas boltok. Összegyűjtött elbeszélések. Jelenkor, 1998.
- Witold Gombrowicz. Történelem (dráma). Drámák. Kalligram, 1998.
- Jerzy Stempowski. Emlékezés egy barátomra (esszé). Esszék Kasszandrának. Orpheusz, 1999.
- Tadeusz Borowski. Novellák. Kővilág. Válogatott versek és elbeszélések. Múlt és Jövő, 1999.
- Czesław Miłosz. Esszék. A kétségbeesés tisztasága. Osiris, 1999.
- Andrzej Stanisław Kowalczyk. Petljura úr? (monográfia). Osiris, 2000.
- Witold Gombrowicz. Ferdydurke (regény). Kalligram, 2001.
- Stanisław Ignacy Witkiewicz. Az ősz búcsúja (regény). Jelenkor, 2002.
- Sławomir Mrożek. Novellák (második kiadás). A túlvilág titkai. Európa, 2002.
- Piotr Szewc, Alkonyok és reggelek (regény). Balassi, 2002.
- Władysław Szpilman. A zongorista (visszaemlékezés). Európa, 2002.
- Stanisław Lem. Szempillantás (tudományos cikkek). Typotex, 2002.
- Andrzej Stasiuk. Fehér holló (regény). Európa, 2003.
- Tadeusz Różewicz. Most. Anya elmegy. Ráday Könyvesház, 2004.
- Magdalena Tulli. Vörösben (regény). Magvető, 2004.
- Czesław Miłosz. Dosztojevszkij és Sartre (esszé, második kiadás). Az Antikrisztus megkísértése. Napkút, 2004.
- Andrzej Stasiuk. Dukla (regény). Magvető, 2004.
- Andrzej Stasiuk – Jurij Andruhovics. Az én Európám (esszé). JAK–Kijárat, 2004.
- Stanisław Ignacy Witkiewicz. Telhetetlenség (regény). Jelenkor, 2005.
- Andrzej Stasiuk. Útban Babadagba (esszé). Magvető, 2006.
- Witold Gombrowicz. Transz-Atlantik (regény). Kalligram, 2006.
- Andrzej Stasiuk. Kelet-Magyarországon át Ukrajnába (részlet az Útban Babadag c. kötetből). Az év műfordításai. Magyar Napló, 2006.
- Adam Michnik. Esszék. Harag és szégyen, szomorúság és büszkeség. Kalligram, 2006.
- Zygmunt Haupt, Gustaw Herling-Grudziński, Roman Jaworski, Leszek Kołakowski, Leo Lipski, Kazimierz Truchanowski, Aleksander Wat novellái. W: Lengyel dekameron. Huszadik századi lengyel novellák. Noran, 2007.
- Władysław Szpilman. A zongorista (visszaemlékezés). Reader’s Digest válogatott könyvek 52. Reader’s Digest Kiadó, 2007.
- Wojciech Kuczok. Bűz (regény). Magvető, 2007.
- Tadeusz Różewicz. Az örök visszatérés… (vers). Az év műfordításai. Magyar Napló, 2008.
- Witold Gombrowicz. Megszállottak (regény). Kalligram, 2008.
- Andrzej Stasiuk. Kilenc (regény). Magvető, 2009.
- Paweł Huelle. Utolsó vacsora (regény). Európa, 2009.
- Zbigniew Herbert. Fortinbras gyászéneke (válogatott versek). Kalligram, 2009.
- Władysław Szpilman. A zongorista (visszaemlékezés, második kiadás). Európa, 2010.
- Olga Tokarczuk. Őskor és más idők (regény). L’Harmattan, 2011.
- Andrzej Stasiuk. Taksim (regény). Magvető, 2011.
- Ignacy Karpowicz. Égiek és földiek (regény). Typotex, 2013.
- Andrzej Stasiuk. Át a folyón (novellák). Magvető, 2013.
- Ignacy Karpowicz. Csoda (regény). Typotex, 2014.
- Olga Tokarczuk. Nappali ház, éjjeli ház (regény). L’Harmattan, 2015.
- Szczepan Twardoch. Morfium (regény). Typotex, 2015.
- Bruno Schulz. Tavasz (elbeszélés, második kiadás). Fahajas boltok. Összegyűjtött elbeszélések. Libri-Jelenkor, 2016.
- Ziemowit Szczerek. Jön Mordor és felfal minket, avagy a szlávok titkos története (riport). Typotex, 2016.
- Ignacy Karpowicz. Szálkák (regény). Typotex, Bp., 2017.